# Elblandfestspiele Wittenberge
Die Elblandfestspiele Wittenberge sind Freilicht-Festspiele der musikalischen Genres Operette, Musical und Filmmusik in Deutschland.
Die Festspielstadt Wittenberge liegt auf halber Strecke zwischen Berlin und Hamburg in der Region Prignitz im Nordwesten des Bundeslandes Brandenburg. Aufführungsort ist das großräumige Festspielgelände der historischen Industriebaukulisse Alte Ölmühle zu Wittenberge mit der 2007 neuerbauten „Elblandbühne“ (bis 3500 Sitzplätze).
Offizieller Träger ist der Festspielverein „Gesellschaft Elblandfestspiele e. V.“, Präsident des Vereins ist Albrecht Gerber.

## Geschichte
Die Gründung und Aufbau der „Elblandfestspiele“ erfolgte in der Elbestadt Wittenberge im Jahre 1997 durch den Initiator, Gründer und langjährigen Festspielintendanten (bis 2008), den Opernsänger und Regisseur Heiko Reissig in Zusammenarbeit mit dem damaligen Kulturdezernenten der Stadt Wittenberge Andreas Schön. Nach einer anfänglichen Standortsuche wird ab dem Jahre 2000 das großräumige Fabrikgelände der ehemaligen „Alten Ölmühle Wittenberge“, direkt an der Elbe, für die jährlich stattfindenden Festspiele genutzt. Die neue „Elblandbühne“ (Einweihung 2007) und die faszinierende Industriekulisse aus der Mitte des 19. Jahrhunderts sind wichtige Grundlagen der erfolgreichen Publikumsresonanz und Rezeption der musikalischen Aufführungen aus dem Gebiet der „Heiteren Muse“.
Im Zuge der damaligen Festspielausgestaltung wurde im Jahre 2002 in der Stadt Wittenberge der Vorplatz vor dem ehemaligen Kulturhaus als Paul-Lincke-Platz umbenannt, das Kulturhaus nach seiner Generalsanierung als „Kultur- und Festspielhaus Wittenberge“ neu eingeweiht und eine Bronzebüste des Komponisten Paul Lincke (Bildhauer Reiner Jacob) als Spendengabe der Gesellschaft BühnenReif e.V. der Stadt feierlich übergeben. Der bekannte Berliner Komponist Paul Lincke erhielt seine musikalische Ausbildung von 1884 bis 1888 in der damaligen „Stadtpfeiferei“ von Wittenberge. Er gilt als Begründer der Berliner Operette.
Im Jahre 2007 erfolgte die Einweihung der neu erbauten „Elblandbühne“ (Architekt: Uwe Peetz) mit einem festlichen Weiheakt in Anwesenheit von Dr. Friedrich Wilhelm Prinz von Preußen, Minister der Landesregierung und des Landrats. Der langjährige Intendant der Deutschen Staatsoper Berlin, Prof. Dr. Hans Pischner, sprach gemeinsam mit dem Festspielintendanten Heiko Reissig den historischen Bühnenweihespruch nach Friedrich Schiller. Die Platzkapazität ist bis zu 3.500 Sitzplätzen vor der Bühne möglich.
Folgende Persönlichkeiten übernahmen bisher die offizielle Schirmherrschaft über die Elblandfestspiele:
- Bundespräsident a. D. Walter Scheel,
- Bundesaußenminister a. D. Hans-Dietrich Genscher,
- Ministerpräsident a. D. Manfred Stolpe,
- Ministerpräsident a. D. Matthias Platzeck,
- Ministerpräsident Dr. Dietmar Woidke
- Kammersängerin Renate Holm (Gesangswettbewerb),
- Dagmar Koller / Wien,
- Yvonne Kálmán / Los Angeles,
- Armin Mueller-Stahl,
- Ivan Rebroff,
- Friedrich Wilhelm Prinz von Preußen.

Bereits seit dem ersten Festivaljahr gibt es eine enge Kooperation mit dem Rundfunk Berlin-Brandenburg (rbb) und dem Deutschen Filmorchester Babelsberg. Außerdem erfolgen jährliche Ausstrahlungen der Gala-Abende in den dritten Programmen der ARD.